# Mitchell Rozanski
Mitchell Thomas Rozanski, né le 6 août 1958 à Baltimore, est un homme d'Église américain. Il est archevêque de Saint-Louis dans le Missouri depuis 2020. 

## Biographie
Mitchell Thomas Rozanski est né à Baltimore en 1958 dans une famille d'origine polonaise.
Il suit ses études à Dundalk et à Essex dans le Maryland, puis à l'Université catholique d'Amérique à Washington, avant de devenir séminariste.
Rozanski fut ordonné à la prêtrise par l'archevêque de Baltimore William Donald Borders le 24 novembre 1984.
Après son ordination, il fut affecté à l'église St. Michael d'Overlea en 1984, puis à la cathédrale Marie-Notre-Reine de Baltimore en 1985.

### Évêque auxiliaire de Baltimore
Le 3 juillet 2004, Rozanski a été nommé évêque auxiliaire de Baltimore et évêque titulaire de Walla Walla
Il a reçu la consécration épiscopale le 24 août des mains de William Henry Keeler. Sa devise épiscopale est tirée du deuxième verset du psaume 99 : « Servez le Seigneur dans l'allégresse ».
La Conférence des évêques catholiques des États-Unis (USCCB) a annoncé le 18 avril 2011 qu'il succéderait à Edward Kmiec, évêque de Buffalo, en tant que co-président du Dialogue national catholique polonais-catholique romain. Il fut nommé à ce poste par l'archevêque d'Atlanta Wilton Gregory. Le 12 novembre 2013, il fut élu à la présidence de la commission des affaires interreligieuses et de l'œcuménisme de l'USSCB.

### Évêque de Springfield (Massachusetts)
Le 19 juin 2014, le pape François nomme Mgr Rozanski évêque de Springfield dans le Massachusetts.
En décembre 2019, Rozanski a interdit à une chorale d'hommes gays, la Pioneer Valley Gay Men's Chorus, de participer à un concert de chants de Noël dans la paroisse Sainte-Thérèse de Lisieux à South Hadley, bien qu'ils eussent été invités par les paroissiens.
En juin 2020, après sa nomination comme archevêque de Saint-Louis, Robert M. Hoatson, l'un des cofondateurs de Road to Recover Inc., qui s'occupe de victimes d'abus sexuels commis par des religieux, a publiquement demandé sa démission. Hoatson a critiqué la manière dont Rozanski se serait occupé des allégations d'abus déposées ces dernières années par une personne de Chicopee contre l'ancien évêque de Springfield Christopher Joseph Weldon, décédé en 1982. Hoatson avait également demandé au pape de révoquer la nomination de Rozanski dans son nouveau diocèse. 

### Archevêque de Saint-Louis
Le 10 juin 2020, le pape le nomme archevêque de Saint-Louis pour succéder à Mgr Robert Carlson.
Mgr Rozanski est installé dans ses nouvelles fonctions le 25 août 2020, jour de la fête de Saint Louis, le saint patron de la ville, à la basilique-cathédrale de Saint-Louis.

## Source
- (en) Cet article est partiellement ou en totalité issu de l’article de Wikipédia en anglais intitulé « Mitchell T. Rozanski » (voir la liste des auteurs).